# Бартон Даунінґ
Бартон Даунінґ (англ. Burton Downing, 5 лютого 1885 — 1 січня 1929) — американський велогонщик.
Олімпійський чемпіон 1904 (25 миль), 1904 (2 милі) років, срібний призер 1904 (¼ милі), 1904 (⅓ милі), 1904 (1 миля) років, бронзовий призер 1904 (½ милі) року.